# Sisymbrium isfarense
Sisymbrium isfarense är en korsblommig växtart som beskrevs av I.T. Vassilczenko. Sisymbrium isfarense ingår i släktet gatsenaper, och familjen korsblommiga växter. Inga underarter finns listade i Catalogue of Life.